# Europäisches Strafregisterinformationssystem
Das Europäische Strafregisterinformationssystem (ECRIS, European Criminal Records Information System) ist ein EU-weites, schnelles elektronisches System für Strafregisterauskünfte.
Es ist Teil des Europäischen Justiziellen Netzes der Europäischen Union und ein Verbund von nationalen Strafregistern. Das Europäische Strafregister ist somit kein zentrales einheitliches EU-Strafregister, sondern ein einheitlicher Zugang zu den nationalen Strafregistern. Es ist Teil des Europäischen Justizportals.
Die nationalen Strafregister in den Unionsmitgliedstaaten werden durch ECRIS nicht ersetzt, sondern weiterhin von den Unionsmitgliedstaaten nach ihrem innerstaatlichen Recht betreut und geführt.

## Grundlagen, Geschichte,  Hintergrund und Ziele

### Grundlagen, Hintergrund und Ziele
Grundlage für die Schaffung von ECRIS soll es sein, die Sicherheit für Unionsbürger im Raum der Freiheit, der Sicherheit und des Rechts der Europäischen Union zu stärken. Durch ECRIS haben die zugangsberechtigten Personen bzw. Institutionen der Unionsmitgliedstaaten die Möglichkeit, Informationen über ergangene Strafurteile auszutauschen.
Der Datenaustausch von Informationen über Verurteilungen von Personen soll den Gerichten, Staatsanwaltschaften und anderen zuständigen Behörden und Einrichtungen ermöglichen, grenzüberschreitende Kriminalität zu erkennen. Nach dem europäischen Rahmenbeschluss (RB) 2009/315/JI, dem europäischen Ratsbeschluss 2009/316/JI und einzelstaatlichen Regelungen dürfen Informationen aus dem Strafregistern aber auch für andere Zwecke als zur Nutzung in Strafverfahren ausgetauscht werden.
Straftätern sollen durch den Umzug von einem in den anderen Unionsmitgliedstaat ihre „kriminelle Vergangenheit“ nicht abstreifen können. Kommt es im neuen Unionsmitgliedstaat somit zu einer Anzeige gegen eine verdächtige Person, kann auf einfache Weise durch elektronische Abfrage erkannt werden, ob diese Person bereits in der Vergangenheit in einem anderen Unionsmitgliedstaat auffällig geworden ist. Dadurch können auch bei einer neuerlichen Verurteilung bereits begangene Straftaten in angemessener Weise berücksichtigt werden (sofern dies innerstaatlich gestattet ist – siehe Grundsatz der Wirkungserstreckung).
Das Informationssystem kann jedoch in der Regel nicht der Verhütung von Straftaten dienen, da die Informationen im Regelfall erst nach der Tat abgerufen werden bzw. werden können, da ja der Täter vorher nicht bekannt ist.

### Geschichte
Grundlage für die Idee von ECRIS ist das Europäische Rechtshilfeübereinkommen von 1959. Am 29. November 2000 hat der Rat entsprechend den Schlussfolgerungen des Europäischen Rates von Tampere vom 15. und 16. Oktober 1999 ein Maßnahmenprogramm zur Umsetzung des Grundsatzes der gegenseitigen Anerkennung gerichtlicher Entscheidungen in Strafsachen angenommen.  Das Übereinkommen über die Rechtshilfe in Strafsachen zwischen den Mitgliedstaaten der Europäischen Union vom 21. November 2001 und das Protokoll vom 16. Oktober 2001 wird als Zwischenschritt angenommen.
Der Europäische Rat hat in seiner Erklärung vom 25. und 26. März 2004 zum Kampf gegen den Terrorismus die Verbesserung der Qualität des Informationsaustauschs bei strafrechtlichen Verurteilungen als vorrangige Aufgabe bezeichnet und dies im Haager Programm, das er auf seiner Tagung vom 4. und 5. November 2004 verabschiedet hat, bekräftigt; darin hat er einen verstärkten Austausch von Informationen aus den einzelstaatlichen Registern zur Erfassung von Verurteilungen und Rechtsverlusten gefordert. Diese Ziele sind auch die Ziele des Aktionsplans zur Umsetzung des Haager Programms, den der Rat und die Kommission gemeinsam am 2. und 3. Juni 2005 angenommen haben.
Die Europäische Kommission hat am 25. Januar 2005 ein Weißbuch betreffend den Austausch von Informationen über strafrechtliche Verurteilungen und deren Wirkung innerhalb der Europäischen Union vorgelegt. Der Rat hat sodann am 24. Juli 2008 den Rahmenbeschluss 2008/675/JI zur Berücksichtigung der in anderen Mitgliedstaaten der Europäischen Union ergangenen Verurteilungen in einem neuen Strafverfahren angenommen.
Im Rahmen eines von Frankreich und Deutschland initiierten Pilotprojekts seit dem Jahr 2003‚ der Europäische Strafregistervernetzung (NJR – Network of Judicial Registers) haben seit 2006 sechs bzw. elf Unionsmitgliedstaaten (Belgien, Deutschland, Frankreich, Italien, Luxemburg, Niederlande, Polen, Slowakei, Spanien, Tschechische Republik und das Vereinigte Königreich) bereits vor der Einführung von ECRIS Strafregisterinformationen versuchsweise elektronisch ausgetauscht. Die daraus gewonnenen Erfahrungen stellten eine Grundlage für das ECRIS-System dar.
Am 13. Juni 2007 ist der Rat der Europäischen Union zu einer allgemeinen Ausrichtung zum Vorschlag für einen Rahmenbeschluss (RB) über die Durchführung und den Inhalt des Austausches von Informationen aus dem Strafregister zwischen den Mitgliedstaaten gekommen. Ziel dieses Rahmenbeschlusses ist die Verbesserung und Beschleunigung des Informationsaustausches zwischen den nationalen Strafregistern bezüglich strafrechtlicher Verurteilungen von Unionsbürgern innerhalb der EU. Der Rahmenbeschluss soll Artikel 22 des Europäischen Übereinkommens über die Rechtshilfe in Strafsachen von 1959 ersetzen, der zu wenige Effektivität entwickelt hat.
Das Europäische Parlament (EP) hat am 17. Juni 2008 den Vorschlag des Rates für einen Rahmenbeschluss über die Durchführung und den Inhalt des Austausches von Informationen aus dem Strafregister zwischen den Mitgliedstaaten in etwas geänderter Fassung gebilligt. Das Europäische Parlament hat bereits im Juni 2007 den Kommissionsvorschlag in geänderter Form gebilligt und dem Rat wurde ein geänderter Vorschlag vorgelegt und musste nun nochmals zustimmen. Wichtigster Änderungs- und Kritikpunkt des Europäischen Parlaments gegenüber dem Ratsvorschlag war ein verbesserter Schutz personenbezogener Daten.
Am 15. September 2008 hat der Ausschuss für bürgerliche Freiheiten, Justiz und Inneres (LIBE) des Europäischen Parlaments den Berichtsentwurf zum Vorschlag der Kommission zur Einrichtung des Europäischen Strafregisterinformationssystems angenommen.
Das Europäische Parlament hat am 9. Oktober 2008 in erster Lesung im Konsultationsverfahren der Errichtung einer Europäischen Strafregisterdatenbank (ECRIS) zugestimmt. Am 24. Oktober 2008 hat sich sodann der Rat der Europäischen Union für Justiz und Inneres auf eine allgemeine Ausrichtung bezüglich der Errichtung einer Europäischen Strafregisterdatenbank geeinigt.
Der elektronische Datenaustausch über ECRIS hat am 27. April 2012 begonnen.

## Aufbau und  Funktion
ECRIS ist ein Informationsnetzwerk, welches auf den Informationen der Strafregisterdatenbanken der Unionsmitgliedstaaten beruht (Art 3 Abs. 1 Beschluss 2009/315/JI). Zentrale Erfassungs- und Speicherstelle für sämtliche Urteile, die gegen eine bestimmte Person ergangen sind, ist dabei der Unionsmitgliedstaat, dessen Staatsbürgerschaft diese Person hat. Andere Unionsmitgliedstaaten sind verpflichtet, wenn bei ihnen ein Strafurteil gegen eine Person ergeht, alle notwendigen Informationen sowie alle späteren Einträge umgehend elektronisch dem Unionsmitgliedstaat in einem einheitlichen Standardformat zu übermitteln, dessen Staatsbürgerschaft die verurteilte Person hat. Ersuchen um Informationen über Verurteilungen von Unionsmitgliedstaaten sind innert zehn Arbeitstagen zu beantworten. Beantragt hingegen eine Person Informationen aus ihrem eigenen Strafregister, so sind die Auskünfte binnen zwanzig Arbeitstagen zu beantworten.
ECRIS ist ein dezentrales Informationstechnologiesystem, da die Strafregisterdaten nur in den nationalen Datenbanken der Unionsmitgliedstaaten gespeichert und nur auf entsprechendes Informationsersuchen zwischen den Zentralbehörden der Unionsmitgliedstaaten in elektronischer Form ausgetauscht werden.
Ob Angehörige von Drittstaaten bereits in einem anderen Mitgliedstaat verurteilt wurden, lässt sich nur feststellen, indem ein Auskunftsersuchen an alle Mitgliedstaaten gerichtet wird.
Die Europäische Kommission stellt für die Unionsmitgliedstaaten eine spezielle Software zur Verfügung (Referenzimplentierungssoftware). Zusätzlich können die Unionsmitgliedstaaten im Rahmen des spezifischen Programms „Strafjustiz“  für die Modernisierung ihrer nationalen Strafregistersysteme eine finanzielle Unterstützung in Form von Finanzhilfen in Anspruch nehmen.
ECRIS setzt sich aus folgenden Elementen zusammen:
- Referenzimplentierungssoftware (Artikel 3 Abs. 1 lit. a) Beschluss 2009/316/JI – Verbindungssoftware zum Austausch von Informationen zwischen den Strafregisterdatenbanken der Mitgliedstaaten, für welche der jeweilige Unionsmitgliedstaat bzgl. des Speicherns, Sendens und Empfangens von Daten die Verantwortung trägt – Artikel 3 Abs. 4 Beschluss 2009/316/JI.[21] – für die gemeinsame Kommunikationsinfrastruktur trägt die Europäische Kommission die Verantwortung[22]),
- einer gemeinsamen Kommunikationsinfrastruktur (s-TESTA) mit einem verschlüsselten Netzwerk (Artikel 3 Abs. 1 lit. b und Abs. 5 Beschluss 2009/316/JI).

Durch diesen IT-Aufbau ist es nicht möglich, dass Behörden der Unionsmitgliedstaaten im Sinne von Artikel 3 des Rahmenbeschlusses 2009/315/JI direkt auf die Strafregisterdatenbanken anderer Mitgliedstaaten zugreifen können.

### Übersendete Informationen
Bei den zu übersendenden Informationen wird zwischen obligatorischen, fakultativen und zusätzlichen Informationen unterschieden. Obligatorische Informationen sind (soweit vorliegend) immer zu übersenden. Fakultative Informationen sind solche Informationen, die übermittelt werden, wenn sie in das Strafregister eingetragen sind. Zusätzliche Informationen sind solche, die übermittelt werden, wenn sie den Zentralbehörden zur Verfügung stehen.

#### Obligatorische Informationen
- Informationen zu der Person, gegen die die Verurteilung ergangen ist
  - vollständiger Name, und – gegebenenfalls – frühere Namen,
  - Geburtsdatum,
  - Geburtsort (Stadt und Staat),
  - Geschlecht,
  - Staatsangehörigkeit.
- Informationen zur Art der Verurteilung
  - Datum der Verurteilung,
  - Bezeichnung des Gerichts,
  - Datum, an dem die Entscheidung rechtskräftig wurde.
- Informationen über die der Verurteilung zugrunde liegende Straftat
  - Datum der dem Urteil zugrunde liegenden Straftat und
  - Bezeichnung oder rechtliche Qualifikation der Straftat sowie Bezugnahme auf die anwendbaren gesetzlichen Vorschriften.
- Informationen zum Inhalt der Verurteilung,
  - insbesondere Hauptstrafe und etwaige zusätzliche Strafen,
  - Maßnahmen der Besserung und Sicherung und Folgeentscheidungen, die die Vollstreckung der Strafe abändern.

#### Fakultative Informationen
- Namen der Eltern der verurteilten Person,
- Aktenzeichen des Urteils,
- der Ort der Tatbegehung und
- Rechtsverluste, die sich aus der Verurteilung ergeben.

#### Zusätzliche Informationen
- Identitätsnummer der verurteilten Person oder die Art und Nummer des Identitätsdokuments der Person,
- Fingerabdrücke der betreffenden Person und
- gegebenenfalls Pseudonym und/oder Aliasname(n).
- Zusätzlich kann die Zentralbehörde alle anderen Informationen über Verurteilungen übermitteln, die in das Strafregister eingetragen sind.

### ECRIS Code
Jeder strafbaren Handlung ist ein EU-weit einheitlicher Code zugeordnet (ECRIS-Code). Dadurch wird gewährleistet, dass die Strafregisterauskünfte der anderen EU-Mitgliedstaaten im jeweiligen Land richtig interpretiert werden können. Anfragen an verschiedene Unionsmitgliedstaaten können gleichzeitig gestellt werden, indem im elektronischen Formular die betreffenden Länder angekreuzt werden.

### Änderung der bisherigen Situation
Wesentliche Änderungen zur bisherigen Situation der nationalen Speicherung der Daten zu Verurteilung von Straftätern und zum Europäischen Rechtshilfeübereinkommen von 1959 sind, dass
- alle ausländischen Strafurteile im Strafregister des Mitgliedsstaats gespeichert werden, dessen Staatsangehörigkeit die verurteilte Person besitzt. Bis zu diesem Zeitpunkt konnten die Unionsmitgliedstaaten selbst darüber entscheiden, ob und was gespeichert bzw. weitergemeldet wurde,
- der Informationsaustausch zukünftig ausschließlich elektronisch und automatisiert erfolgt,
- ein Europäisches Führungszeugnis eingeführt wird.

## Rechtsgrundlage
Die Idee von ECRIS basiert auf dem Europäischen Rechtshilfeübereinkommen von 1959. Im Verhältnis zwischen den Mitgliedstaaten sollte dieser Rahmenbeschluss den Artikel 22 des Europäischen Übereinkommens über die Rechtshilfe in Strafsachen ersetzen. Die allgemeinen Grundsätze, nach denen ECRIS funktioniert, sind im Rahmenbeschluss (RB) über den Austausch von Strafregisterinformationen und im ECRIS-Beschluss geregelt.
Der Rahmenbeschluss 2009/315/JI soll dazu beitragen, die in Maßnahme Nr. 3 des Maßnahmenprogramm zur Umsetzung des Grundsatzes der gegenseitigen Anerkennung gerichtlicher Entscheidungen in Strafsachen genannten Ziele, die der Europäische Rat von Tampere vom 15. und 16. Oktober 1999 angenommen hat, zu erreichen.
Rechtsgrundlage für den Rahmenbeschluss (RB) 2009/315/JI bildet insbesondere
- Artikel 31 (Beschlussfassung – Verfahren) EUV idF des Vertrags von Nizza(siehe nun Dritter Teil, Titel IV, Kapitel 1, 4 und 5, insbesondere auch Artikel 87 AEUV) und
- Artikel 34 Absatz 2 Buchstabe b EUV idF des Vertrags von Nizza (nun: Artikel 82 Abs. 1 UAbs. 2 lit. d) AEUV, über die Justizielle Zusammenarbeit in Strafsachen, im Speziellen die Zusammenarbeit zwischen den Justizbehörden oder entsprechenden Behörden der Unionsmitgliedstaaten im Rahmen der Strafverfolgung und der Vollstreckung von Entscheidungen.

Mit dem Beschluss 2009/316/JI wird der Rahmenbeschluss 2009/315/JI durchgeführt, damit ein elektronisches System für den Austausch von Informationen über strafrechtliche Verurteilungen zwischen den Mitgliedstaaten errichtet und weiterentwickelt werden kann.
Rechtsgrundlage für den Beschluss (RB) 2009/316/JI bildet insbesondere
- Artikel 31 (Beschlussfassung – Verfahren) EUV idF des Vertrags von Nizza(siehe nun Dritter Teil, Titel IV, Kapitel 1, 4 und 5, insbesondere auch Artikel 87 AEUV) und
- Artikel 34 Absatz 2 Buchstabe c EUV idF des Vertrags von Nizza (nun: Artikel 82 Abs. 2 UAbs. 2 lit. d) AEUV, über die Justizielle Zusammenarbeit in Strafsachen, im Speziellen über sonstige spezifische Aspekte des Strafverfahrens, die zuvor vom Rat einstimmig durch Beschluss bestimmt worden sind und dem das Europäische Parlament zugestimmt hat.

### Konkurrenz
Die Bestimmungen des Rahmenbeschlusses RB 2009/315/JI und des Beschlusses 2009/316/JI lassen die Möglichkeit der Justizbehörden unberührt, gemäß Artikel 13 iVm mit Artikel 15 Abs. 3 des Europäischen Übereinkommens über die Rechtshilfe in Strafsachen und unbeschadet des Artikels 6 Abs. 1 des durch Rechtsakt des Rates vom 29. Mai 2000 festgelegten Übereinkommens über die Rechtshilfe in Strafsachen zwischen den Mitgliedstaaten der Europäischen Union direkt um Informationen aus dem Strafregister zu ersuchen und einander Informationen aus dem Strafregister direkt zu übermitteln. Jedoch haben die Unionsmitgliedstaaten für die Zwecke des Rahmenbeschlusses 2009/315/JI darauf verzichten, sich untereinander auf ihre Vorbehalte zu Artikel 13 des Europäischen Übereinkommens über die Rechtshilfe in Strafsachen zu berufen. Der Rahmenbeschluss 2009/315/JI ersetzt auch im Verhältnis zwischen den Unionsmitgliedstaaten, die die erforderlichen Maßnahmen getroffen haben, um diesen Rahmenbeschluss zu befolgen, und spätestens ab dem 27. April 2012 den Artikel 22 des Europäischen Übereinkommens über die Rechtshilfe in Strafsachen, ergänzt durch Artikel 4 des Zusatzprotokolls zu diesem Übereinkommen vom 17. März 1978; die Anwendung dieser Artikel im Verhältnis zwischen den Mitgliedstaaten und Drittstaaten bleibt hiervon unberührt.
Der Rahmenbeschluss 2009/315/JI lässt die Anwendung günstigerer Bestimmungen in bilateralen oder multilateralen Übereinkünften zwischen den Mitgliedstaaten unberührt.

## Ausbaupläne
Nach den Terroranschlägen am 13. November 2015 in Paris wurde im Rahmen eines außerordentlichen Rats der Justiz- und Innenminister vom 20. November 2015 auch eine Erweiterung des Austausches von Informationen über Verurteilungen von Drittstaatsangehörigen in der EU über das Europäische Strafregisterinformationssystem ECRIS vereinbart. So sollen Informationen über Nicht-EU-Bürger, sofern sie in einem EU-Staat vorbestraft sind, durch Ecris abrufbar werden; Ecris soll zudem die Übermittlung von Fingerabdrücken ermöglichen. Ein Vorschlag für eine entsprechende Richtlinie wurde im Januar 2016 bekanntgegeben.
Die Agentur der Europäischen Union für Grundrechte hat in einer Stellungnahme die Ergänzung von ECRIS in Bezug auf den Austausch von Informationen über Verurteilungen von Drittstaatsangehörigen innerhalb der EU als positiv beurteilt, da so z. B. die Rechtssicherheit und der Schutz von Kindern vor Missbrauch besser gewährleistet werden könnte. Kritisiert wurde aber, dass die Erweiterung des Systems besondere Sicherheitsmaßnahmen bedingen würde, um die Grundsätze der Verhältnismäßigkeit, der Rechtmäßigkeit und der Gleichheit vor dem Gesetz ordnungsgemäß zu erfüllen und die Grundrechte zu wahren. Es müsse der Schutz personenbezogener Daten gewährleistet werden und Einzelpersonen müssten die Möglichkeit erhalten, auf ihre Daten zuzugreifen um diese ggf. zu ändern. Auch müssten wirksame Rechtsmittel zur Verfügung stehen, um Rechtsverletzungen zu verhindern.
Die EU-Kommission nahm am 19. Januar 2016 einen Richtlinienänderungsvorschlag für den Ausbau von ECRIS an; der LIBE-Ausschuss des EU-Parlaments genehmigte die vorgeschlagene Erweiterung am 30. Mai 2016. Dem Vorschlag zufolge sollen die EU-Mitgliedstaaten mittels eines „hit/no-hit-Verfahrens“ schnell abfragen können, welche der anderen Mitgliedstaaten Informationen über Drittstaatsangehörige vorhalten. Zur Identitätsfeststellung der Drittstaatsangehörigen sollen – von Ausnahmen abgesehen – deren Fingerabdrücke und die Namen der Eltern von verurteilten Personen in pseudonymisierter Form gespeichert und abgeglichen werden. Obwohl dieser Vorschlag im EU-Rat und in dessen Gremien grundsätzlich auf Zustimmung stößt, befürchten die EU-Mitgliedsstaaten, dass das vorgeschlagene dezentrale IT-System und das transnationale Verfahren zum Identitätsabgleich zu aufwändig sind. Das dezentrale IT-System soll daher nach den Vorstellungen des EU-Rates durch eine zentralisierte Datenbank ersetzt werden.
Wie im Zuge der Berichterstattung um den Kriminalfall Maria L. Ende 2016 bekannt wurde, war der Ausbau von ECRIS bis zu diesem Zeitpunkt noch nicht erfolgt. Die nachträglich erlangten Erkenntnisse über eine frühere Verurteilung des Tatverdächtigen in Griechenland zeigten, dass der Austausch von Strafregisterinformationen zu verurteilten Personen zwischen den EU-Ländern ein wesentlicher Faktor für einen ordnungsgemäß funktionierenden gemeinsamen Raum der Sicherheit und des Rechts in Europa ist. Das Bundesland Baden-Württemberg stellte deshalb am 3. Februar 2017 den Antrag beim Bundesrat auf eine Entschließung für eine baldige Umsetzung eines zentralen internationalen Strafregisterinformationssystems (ECRIS) unter Einbeziehung von Drittstaatsangehörigen. Der Bundesrat wurde im Antrag gebeten, die Bundesregierung zu bitten, sich für eine baldige Umsetzung eines zentralen internationalen Strafregisterinformationssystems (ECRIS) unter Einbeziehung von Drittstaatsangehörigen unter Beachtung des ausreichenden Schutzes personenbezogener Daten einzusetzen. Der Entschließungsantrag wurde am 10. Februar 2017 als Tagesordnungspunkt 98 auf der 953. Sitzung des Bundesrates in einem Redebeitrag vom Minister für Justiz und Europaangelegenheiten des Landes Baden-Württemberg Guido Wolf gestellt und zur Beratung an die zuständigen Ausschüsse des Bundesrates überwiesen.
Am 29. Juni 2017 schlug die Europäische Kommission eine neue ECRIS-TCN-Verordnung für die Erweiterung des bestehenden ECRIS durch das rechtlich davon getrennte ECRIS-TCN vor. Über ECRIS-TCN – ein von der eu-LISA zentral betriebenes System von Datenbanken – sollen die EU-Mitgliedstaaten ermittelt werden, in denen Informationen über Verurteilungen von Drittstaatsangehörigen und Staatenlosen (Third Country Nationals – TCN) vorliegen. Anschließend sollen die ermittelten Mitgliedstaaten dem um Informationen ersuchenden Mitgliedstaat Angaben zu früheren Verurteilungen von TCN über das bestehende ECRIS übermitteln können. Die Nutzer sollen für den europaweiten Zugriff auf das zentrale ECRIS-TCN und die Verbindung zu den Strafregisterbehörden anderer EU-Mitgliedstaaten nur eine einzige Software benötigen. Über den Vorschlag der EU-Kommission wurde auf der 3564. Tagung des Rates der EU (Justiz und Inneres) am 12. und 13. Oktober 2017 in erster Lesung beraten.

## Nationale Umsetzung

### Deutschland
Das Bundesamt für Justiz fungiert als Zentralstelle zur Übermittlung von Daten aus den Bundesländern und an die anderen Unionsmitgliedstaaten und umgekehrt.

### Österreich
Verurteilungen und die einer Verurteilung nachfolgenden und diese betreffenden Beschlüssen (z. B. endgültige Strafnachsicht) werden in Österreich von den Gerichten elektronisch dem Strafregisteramt bei der Landespolizeidirektion in Wien als zuständige Zentralbehörde übersendet (Elektronische Strafkarte – ESK). Dieses Landespolizeidirektion speichert die Daten im Strafregister und leitet sie innerhalb der Europäischen Union an den Herkunftsstaat des Verurteilten weiter, wo sie für allfällige Anfragen von anderen Unionsmitgliedstaaten gespeichert werden.

## Kritik
Problematisch wird am derzeitigen System gesehen, dass die nationalen Strafvorschriften teilweise stark voneinander abweichen. Was in einem Unionsmitgliedstaat eine Straftat ist, kann in einem anderen Land gänzlich straffrei oder nur verwaltungsstrafrechtlich bedeutsam sein (z. B. Schwarzfahren in öffentlichen Verkehrsmitteln).
Auch werden nach dem derzeitigen System Informationen über Straftäter verschieden bearbeitet und verschieden lang gespeichert. Daher kann es bei dem Austausch der Daten zu Diskriminierungen, Verzerrungen und zunehmenden Ungenauigkeiten durch automatische Übersetzungen kommen sowie zu einer Verletzung nationaler Bestimmungen, z. B. im Hinblick auf die Resozialisierung von Straftätern.
Die Bedingungen für die Verwendung personenbezogener Daten für den datenempfangenden Unionsmitgliedstaat in Artikel 9 des RB 2009/315/JI sind so weit gehalten, dass deren Einhaltung nur schwer kontrollierbar ist, da, sobald nach innerstaatlichem Recht einer unmittelbaren und ernsthaften Gefahr für die öffentliche Sicherheit vorzubeugen ist, die übermittelten Daten für fast alle Zwecke verwendet werden können.